# Grewia chalybaea
Grewia chalybaea är en malvaväxtart som först beskrevs av Henri Ernest Baillon, och fick sitt nu gällande namn av Henri Ernest Baillon. Grewia chalybaea ingår i släktet Grewia och familjen malvaväxter. Inga underarter finns listade i Catalogue of Life.